# Rudolf Jelinek (Maler)
Rudolf Jelinek (* 17. April 1880 in Brünn, Markgrafschaft Mähren; † 24. Mai 1945 in Želešice (deutsch Schöllschitz), Tschechoslowakei) war ein deutsch-mährischer autodidaktischer Maler, Lithograf und Illustrator. Der Schwerpunkt seiner Arbeiten lag auf dem Gebiet der Landschafts- und Porträtmalerei im Stil der Romantik.

## Leben und Wirken

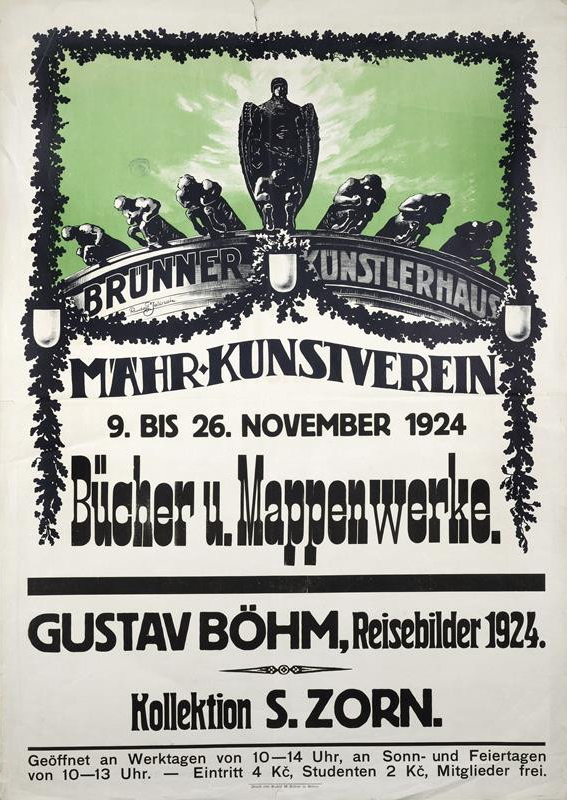
Plakat des Mährischen Kunstvereins von Rudolf Jelinek (1924)

Rudolf Jelineks Eltern waren Johann Jelinek und Marie, geb. Brhel aus Groß Niemtschitz bei Lundenburg. Er studierte an der  Deutschen Technischen Hochschule Brünn und besuchte in Wien Kurse im Landschaftszeichen bei Anton Hlavaček (1842–1926). Er unternahm Studienreisen in die Schweiz, nach Oberitalien und Südfrankreich.
Er wohnte in Brünn und arbeitete ab 1900 als Volontär, Angestellter und Wirtschaftsprüfer in der Buchhaltung des Bezirksgerichts in Brünn. Nach seiner Pensionierung im Jahr 1925 nahm er seinen Wohnsitz in Schöllschitz (tschechisch Želešice). Er starb nach Ende des Zweiten Weltkriegs 1945 völlig erblindet in einem Arbeitslager bei Brünn.
Rudolf Jelinek war ein sehr guter Landschaftsmaler. Seine bevorzugten Motive stammen aus der Stadt Brünn und ihrer Umgebung, den Pollauer Bergen (Pavlovské vrchy) und der Stadt Nikolsburg. Durch die Betonung von Licht und Schatten erreichte er in seinen Landschaftszeichnungen einen starken räumlichen Eindruck. Seine Werke veröffentlichte er regelmäßig in verschiedenen deutsch-mährischen Zeitungen und in der Zeitschrift Deutschmährische Heimat.
Er war Mitglied im Metznerbund, im Künstlerverband Die Juryfreien und im Mährischen Kunstverein. Er präsentierte seine Arbeiten auf zahlreichen Ausstellungen der Öffentlichkeit.

## Werke (Auswahl)
Zahlreiche Werke im Kunsthandel
- Lautenspieler Öl auf Leinwand

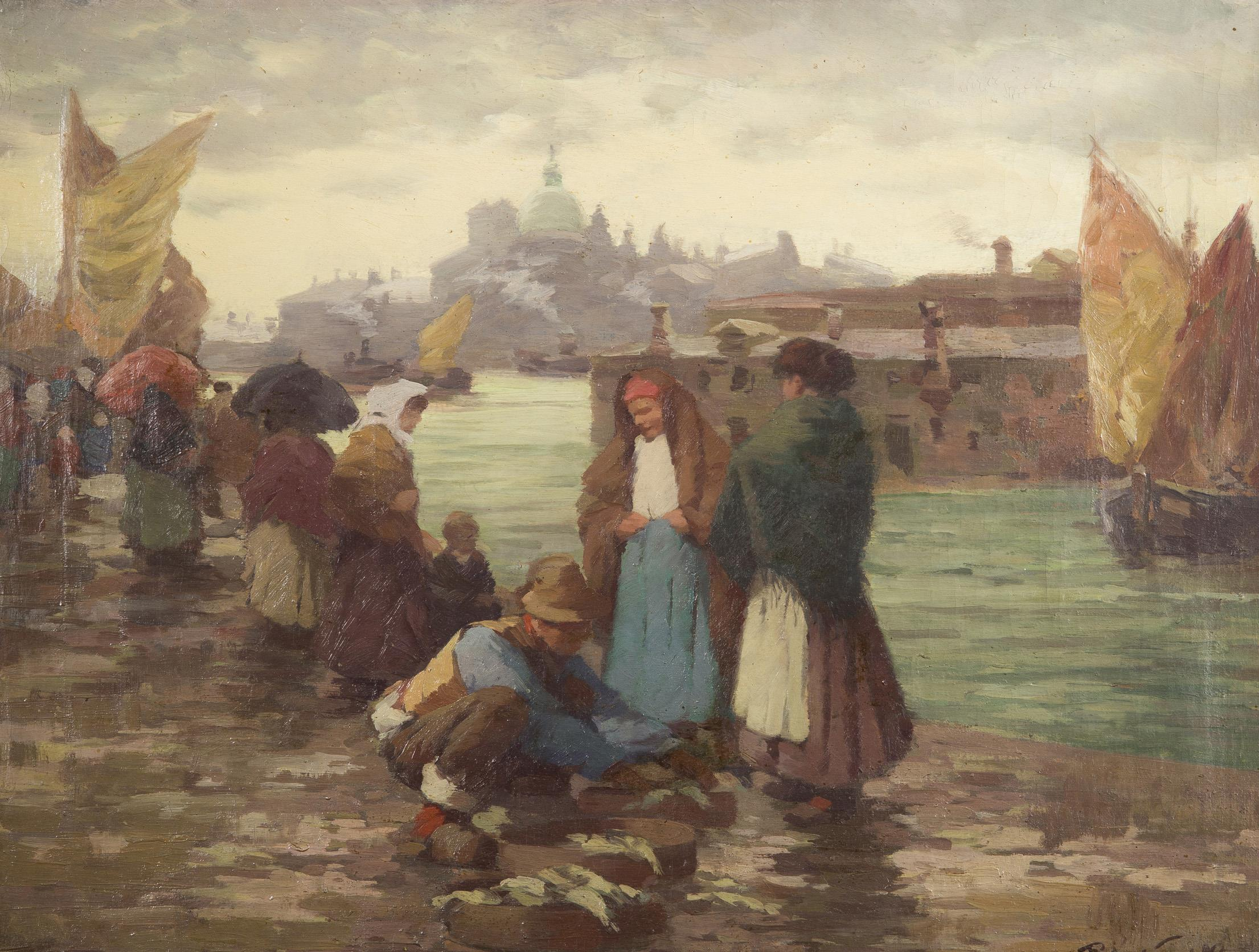
Markt in Venedig (Ölgemälde von Rudolf Jelinek)

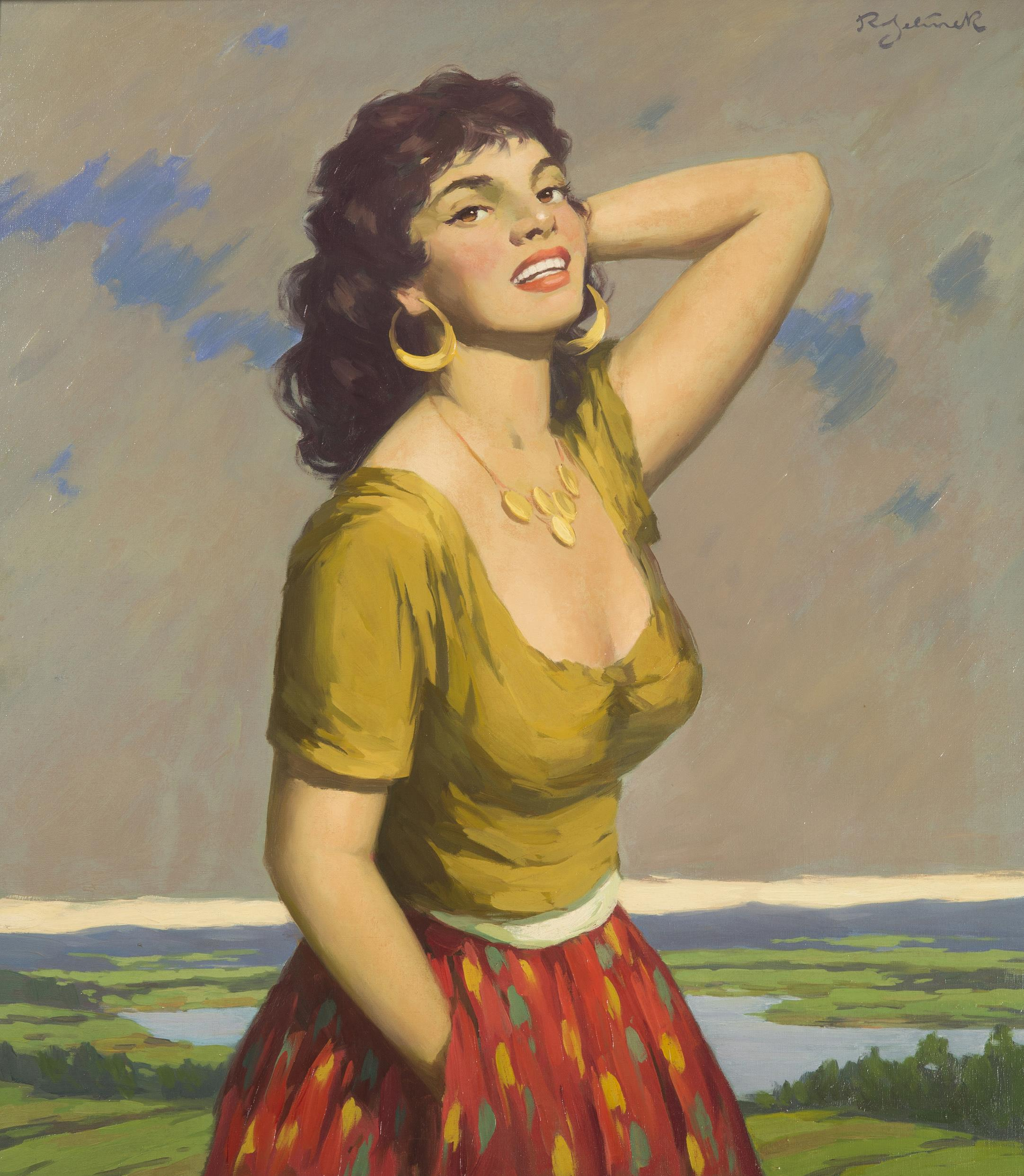
Italienisches Mädchen (Ölgemälde von Rudolf Jelinek)

- Fischer am Strand, Öl auf Leinwand
- Mann mit Pfeife, Öl auf Leinwand
- Frühling – Kinder beim Blumen pflücken, Öl auf Leinwand
- Am Kamin, Öl auf Leinwand
- Jungen, Karten spielend, Öl auf Holz
- Dame in Rot vor der Basilica di San Marco, Venedig (um 1920), Öl auf Leinwand
- Straßenjungen mit Melone, Öl auf Leinwand
- Kanal in Venedig, Öl auf Leinwand
- Mädchen am Klavier, Öl auf Leinwand
- Ovales Porträt eines Mädchens mit einem Korb voller Blumen (1919), Öl auf Leinwand
- Musikalisches Zwischenspiel, Öl auf Leinwand
- Kardinal, Schach spielend, Öl auf Leinwand
- Grasende Kühe in einer Berglandschaft, Öl auf Leinwand
- Neapolitanische Obstverkäuferin, Öl auf Leinwand
- Mädchen mit Rosen auf einer Parkbank, Öl auf Leinwand
- Wäscherin, Öl auf Leinwand
- Porträt eines Mädchens (1936), Öl auf Leinwand
- Kirche und Friedhof in Schöllschitz
- Altstädter Ring, Radierung
- Burg Karlstein, Radierung
- Burg Křivoklát, Radierung
- Brünn – Katedrale der hl. Peter und Paul, kolorierte Lithographie auf Papier
- Blick auf Brünn (1904), Aquarell[8]
- Chrysanthemen (1934), Moravská galerie, Brünn[9]
- In der Gießerei (um 1910), Ölgemälde aus der Sammlung Ernst Schmacke (Mannesmann-Demag)[10]

Illustrationen von Rudolf Jelinek in folgenden Büchern:
- Wanderbuch durch die Pollauer Berge, Winkler & Co., 1925, 80 S.[11]
- Histörchen aus dem alten Brünn, Verlag A. Bartusch Nikolsburg, 1928, 75 S.[12]